# ویلی تیرلینک
ویلی تیرلینک (اسپانیایی: Willy Teirlinck‎؛ زادهٔ ۱۰ اوت ۱۹۴۸) دوچرخه‌سوار اهل بلژیک است.
از باشگاه‌هایی که در آن رکاب زده‌است می‌توان به تیم دوچرخه‌سواری رنو و تیم دوچرخه‌سواری کاس اشاره کرد.